# Szwedzka Góra
Szwedzka Góra, także Góra Szwedzka – najwyższe wzniesienie Puszczy Bydgoskiej mierzące 110,6 lub 116 m n.p.m. i wybitne na 85 m względem poziomu rzeki Wisły (wybitność względna wynosi kilkanaście-kilkadziesiąt metrów). Stanowi ono wydmę śródlądową typu parabolicznego.
Położona jest na północ od wsi Chrośna, w pobliżu żółtego szlaku puszczańskiego łączącego ją z Solcem Kujawskim. Ponadto leży na południowy zachód od RTCN Solec Kujawski i poligonu Kabat oraz na północny wschód od użytku ekologicznego Łąki Studzienieckie. Przynależy do mezoregionu Kotliny Toruńsko-Bydgoskiej (mikroregion Wydmy Puszczy Bydgoskiej), znajduje się w granicach Obszaru Chronionego Krajobrazu Wydm Kotliny Toruńsko-Bydgoskiej.
Wedle legendy nazwa wzniesienia miałaby pochodzić od Szwedów, którzy w okresie potopu szwedzkiego prowadzili z góry obserwację przebiegającego w pobliżu szlaku handlowego. W pobliżu Szwedzkiej Góry przebiegają żółty i niebieski szlak turystyczny. Na szczycie umiejscowiono kamień wysokościowy, zachowały się ślady dawnych fortyfikacji. Ze względu na strome podejście dostępna jest jedynie pieszo.